# ساوترن گتوی (ویرجینیا)
ساوترن گتوی (به انگلیسی: Southern Gateway) یک منطقهٔ مسکونی در ایالات متحده آمریکا است که در شهرستان استفورد، ویرجینیا واقع شده‌است. ساوترن گتوی ۲٬۸۰۵ نفر جمعیت دارد.